# Le Faucon (opéra)

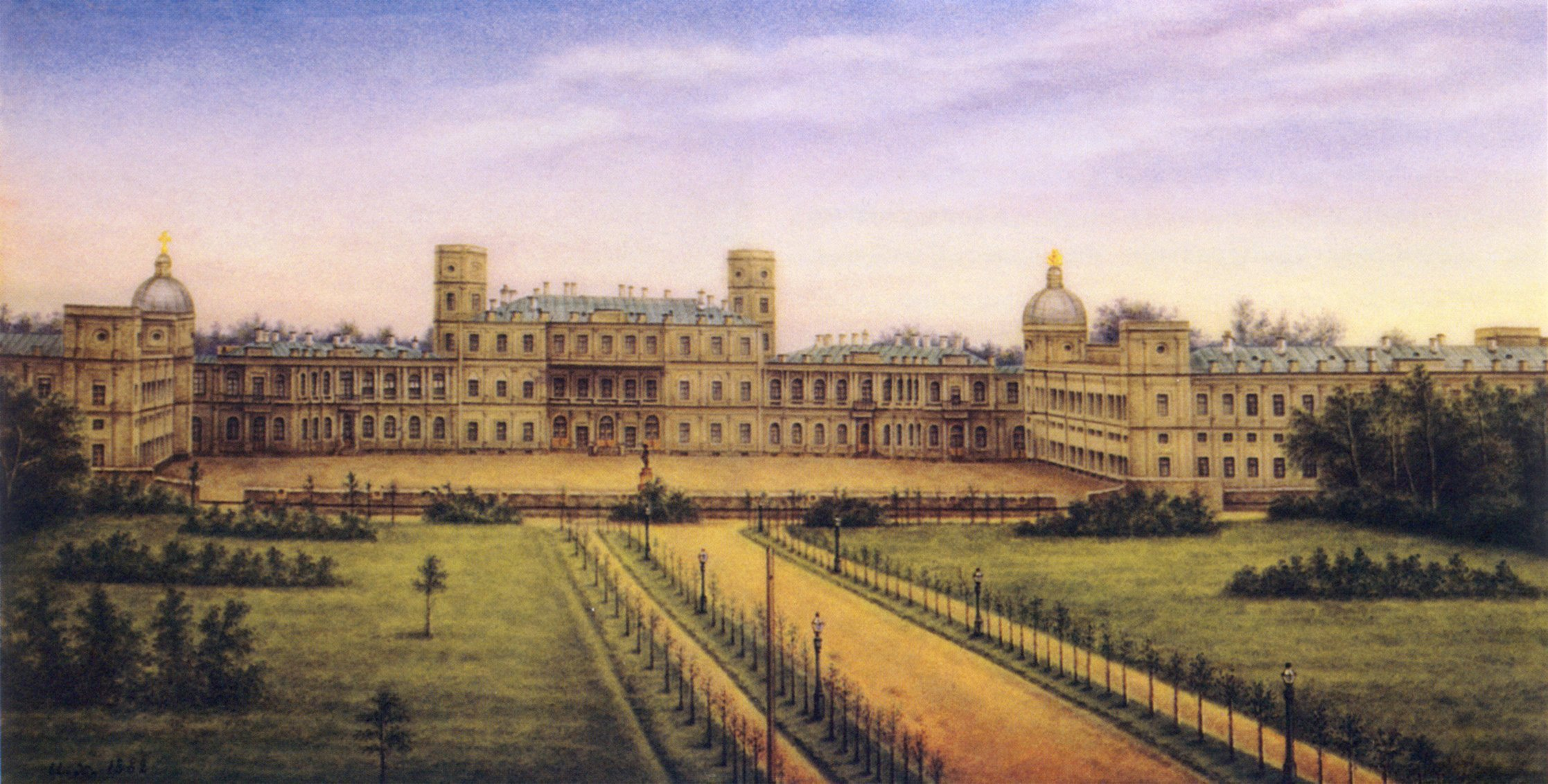
Le palais de Gatchina

Le Faucon est un opéra en trois actes de Dmitri Bortnianski sur un livret en langue française de Franz-Hermann Lafermière (d), créé au palais de Gatchina le 11 octobre 1786. Une version ukrainienne fut donnée à Kiev en 1995 (traduction du livret de Maxim Striha). 